# Batalla de Xest
La batalla de Xest fou un dels episodis de la primera guerra carlina.

## Antecedents
La rebel·lió va esclatar després de la convocatòria de les Corts el 20 de juny de 1833 quan el pretendent don Carles, refugiat a Portugal es va negar a jurar lleialtat a Maria Cristina de Borbó-Dues Sicílies i l'1 d'octubre, recolzat per Miquel I de Portugal va el seu dret al tron. A Morella Rafael Ram de Viu Pueyo va proclamar rei a Carles V el 13 de novembre, tot i que va ser ocupada per forces liberals el 10 de desembre, i a la mort de Ram de Viu Manuel Carnicer va assumir la prefectura militar de l'exèrcit carlí al Baix Aragó i el Maestrat. L'execució de Carnicer va ocasionar l'assumpció del comandament del front per Ramon Cabrera. A la primavera de 1836, aquest ja comandava 6.000 homes i 250 cavalls que operaven a l'entorn de Cantavella, que va fortificar i es va convertir en el centre d'operacions, amb una presó, fàbrica d'artilleria i dos hospitals.
Cabrera es va afegir a l'Expedició Gómez per intentar prendre Madrid, deixant afeblit el Maestrat, i un cop superat el període de paralització de l'exèrcit causat pel Motí de la Granja de San Ildefonso, es va nomenar Evaristo San Miguel com a comandant de l'exèrcit del Centre, que va capturar Cantavella, recuperada en 24 d'abril de 1837, quan la seva guarnició es va rendir en un atac simultani dels carlins a Cantavella, Sant Mateu i Benicarló. El 31 de gener de 1838, procedent de Benicarló, entrava Ramon Cabrera a Morella.
El 9 de febrer Cabrera posà setge a Gandesa però el 24 de febrer ordenà al coronel Juan Cabañero que abandonés el setge i sorprendre Saragossa, que suposaria la ràpida presa de tot l'Aragó, la connexió dels fronts català i navarrès, i la de tot Espanya al nord de Madrid. El 3 març van sortir de Gandesa uns tres-cents genets de la Cavalleria de Tortosa, manada pel coronel José Lespinace, i entre 2.200 i 3.000 infants a les ordres del brigadier Cabañero que van assaltar Saragossa però els saragossans van llançar-se en massa al carrer i lluitar contra els invasors, que van fugir. A continuació queien Calanda, Alcorisa i Samper, i després del fallit assalt a Alcanyís, la vila va quedar bloquejada i aïllada fins al final de la guerra, i Cabrera va seguir expandint el seu territori i signant amb el conveni de Segura. Amb la derrota liberal a l'Acció de Maella, els ànims liberals caigueren i els liberals temeren una invasió carlina a l'interior, i van Halen va incrementar la defensa a Terol, Saragossa i València.
Llangostera rebé ordres d'atacar Casp i Forcadell a Xèrica, on fou derrotat, entrant a Calataiud en 16 de novembre, i a continuació Forcadell i Llangostera van atacar les riberes del Xúquer i el Guadalaviar en cerca de provisions, provocant que Emilio Borso di Carminati enviés al seu encontre a Juan de la Pezuela i Narciso Lopez respectivament.

## Batalla
Emilio Borso di Carminati va sortir en persecució de Francesc Tallada i Forcadell, i a l'altura de Montserrat els carlins van sortir al seu encontre el 2 de desembre de 1838 però una càrrega dels quatre esquadrons de cavalleria de Juan de la Pezuela va dispersar la cavalleria carlina i a continuació va carregar sobre la infanteria, dispersant-la també.

## Conseqüències
El 6 de desembre Narciso Lopez dispersava Llangostera a Iniesta (Conca) i a principis de 1839 un carregament anglès de 8.000 fusells destinat al Maestrat fou interceptat pels isabelins i un altre s'incendià. Antonio van Halen y Sarti, que signà el Conveni de Segura fou rellevat al comandament de l'exèrcit del Centre per Agustín Nogueras Pitarque, amb ordres de conservar el territori i impedir la unió de Cabrera amb el front català, però dimití i fou substituït per Leopoldo O'Donnell.
El 21 de febrer de 1839, el moderat Maroto va ser destituït pel pretendent Carles, cosa que va accelerar les gestions de l'antic cap de l'Estat Major per trobar una solució al conflicte amb el general liberal Espartero, i amb la signatura del Conveni de Bergara l'agost de 1839 Ramon Cabrera es va veure aïllat i encerclat per les forces liberals, que a finals de 1839 havien muntat una línia de fortificacions des d'Alcanyís a Castel de Cabra, per incomunicar i assetjar una a una les posicions carlines: Espartero pren Segura el 27 de febrer i poc després Castellote mentre des del sud O'Donnell ocupà Aliaga, Alcalá de la Selva, i finalment Cantavella l'11 de maig. Perduda Morella, Cabrera va creuar l'Ebre arribant a Berga, havent de fugir a França el mes de juliol.